# Johann Nepomuk Hoechle
Johann Nepomuk Hoechle (* 16. September 1790 in München; † 12. Dezember 1835 in Wien) war österreichischer Genremaler und Lithograf.

## Leben und Werk
Hoechle wurde von seinem Vater, Johann Baptist Hoechle, noch im Kindesalter in die Lehre zu dem Münchner Maler, Kupferstecher und Radierer Ferdinand Kobell geschickt. Dieser starb jedoch bereits 1799. Im Jahr darauf übersiedelte der zehnjährige Knabe mit seinem Vater nach Wien. Von 1804 bis 1808 studierte Hoechle an der Wiener Akademie der bildenden Künste das Landschaftsfach, seine Lehrer waren Heinrich Friedrich Füger und Michael Wutky. Seinen späteren Ruf als „Bataillenmaler“, also Schlachtenmaler, verdankte Hoechle wohl, abgesehen von der Entwicklung der großen Ereignisse der Zeit, dem Einfluss von Ignace Duvivier, der seit 1801 Mitglied der Wiener Akademie war und wohl auch Hoechle unterrichtete.
Am Vorabend der Schlacht bei Aspern, am 20. Mai 1809, entwarf Hoechle auf einem Hügel bei Heiligenstadt eine Skizze der beginnenden Schlacht, welche sich heute im Besitz der Albertina befindet. Dabei wurde er von französischen Soldaten erwischt und verhaftet. Er sollte als Spion erschossen werden, konnte sich aber durch Geistesgegenwart retten.
Nach weiteren Studien der Militärmalerei machte Hoechle die großen weltgeschichtlichen Ereignisse der Jahre 1814 und 1815 im Gefolge des österreichischen Kaisers Franz I. mit, wobei er zahlreiche Skizzen nach der Natur anfertigte. Diese Skizzen flossen dann auch in die großen historischen Ereignisbilder ein, die er anschließend in seinem Atelier schuf, wie etwa das figurenreiche und farbkräftige Gemälde Der Übergang über die Vogesen, welches sich heute im Heeresgeschichtlichen Museum in Wien befindet.
1819 kam Hoechle im Gefolge des Kaisers nach Italien (u. a. Rom und Neapel), ebenso 1820 zu großen Militärmanövern nach Ungarn. Aus dieser Zeit stammen zahlreiche Federzeichnungen und Aquarellstudien, die heute ebenfalls in der Albertina aufbewahrt werden. Auch die Österreichische Nationalbibliothek, das Wien Museum und die Akademie der bildenden Künste verfügen über mehrere Werke Hoechles.
Um 1820 hat Hoechle hat eine Zeichnung von Ludwig van Beethoven angefertigt, außerdem unmittelbar nach Beethovens Tod eine detaillierte Zeichnung von seinem Komponierzimmer im Schwarzspanierhaus. 1833 folgte Johann Nepomuk seinem Vater als Hof- und Kammermaler nach, verstarb jedoch bereits zwei Jahre später.

## Der Übergang über die Vogesen

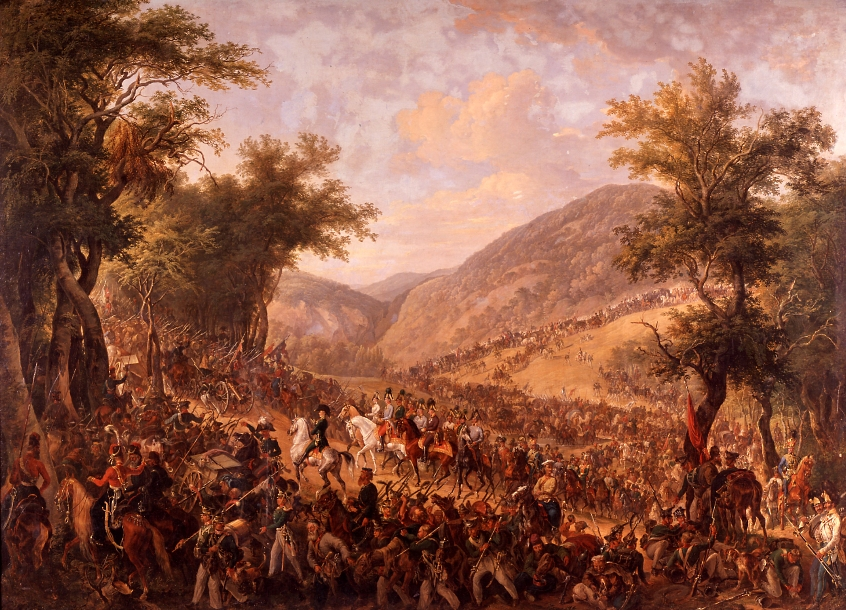
Der Übergang über die Vogesen, um 1820

Die Völkerschlacht bei Leipzig (16. bis 19. Oktober 1813), eine der entscheidenden Schlachten der Befreiungskriege, endete für Napoleon Bonaparte mit einer verheerenden Niederlage. Er wurde mit seinen Truppen über den Rhein zurückgedrängt, seine verbündeten Gegner standen bald auf französischem Boden, dabei wurden die Vogesen durchquert. Der Zug, den Hoechle in seinem Gemälde festhielt, setzt sich aus mehr als 1000 Personen zusammen und bewegt sich am 2. Juli 1814 durch die Talsenke einer gebirgigen Landschaft in den Vogesen. Auf einem Schimmel reitet Kaiser Franz I. von Österreich in einem hellblauen Waffenrock an der Spitze des Generalstabes und in Begleitung des Kronprinzen Ferdinand durch eine Waldlichtung. Fürst Metternich, in grüner Uniform auf einem scheckigen Pferd weist ihnen den Weg. Eine Besonderheit des farbenfrohen Gemäldes sind auch mehrere asiatische Soldaten im Vordergrund, welche der russischen Armee angehörten. Bei dem Gemälde handelt es sich um das größte und zugleich wichtigste Schlachtenbild aus dem Œuvre des Johann Nepomuk Hoechle.

## Werke (Auszug)
- Der Übergang über die Vogesen. Öl auf Leinwand, um 1820, 230 × 315 cm, Heeresgeschichtliches Museum, Wien.
- Rudolf von Habsburg und der Priester. Öl auf Leinwand, Österreichische Galerie Belvedere.
- Szene aus einer Türkenschlacht. Öl auf Leinwand, 83,5 × 66 cm, Palais Kinsky.

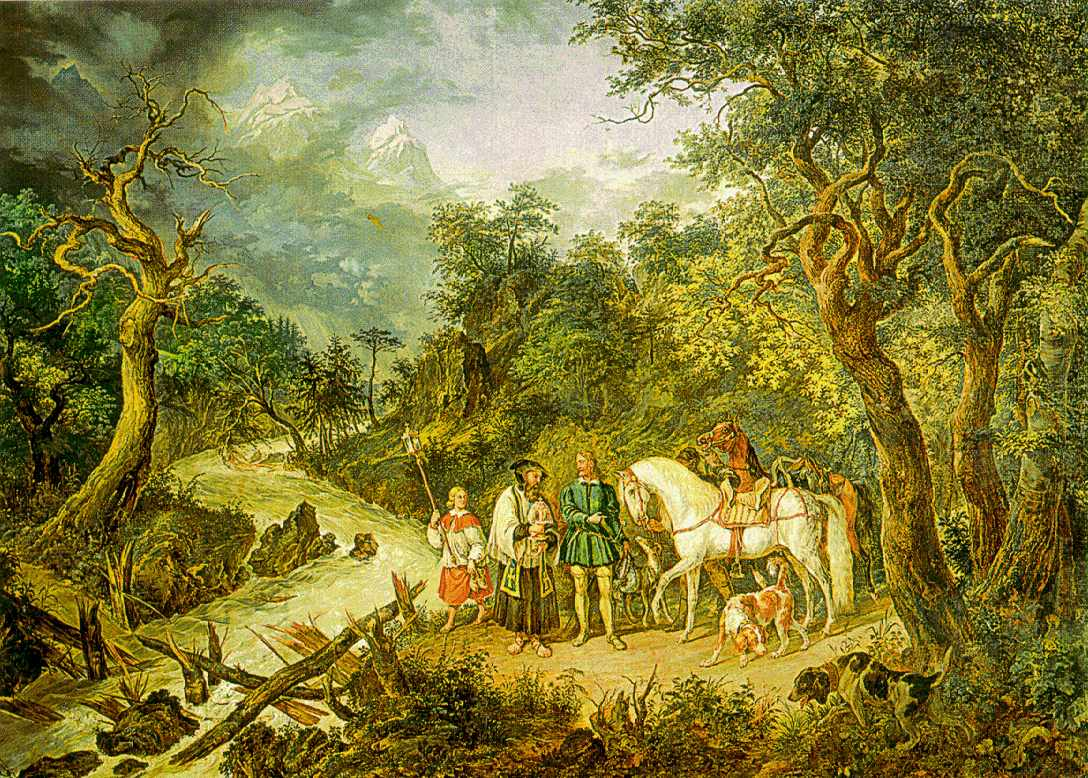
Rudolf von Habsburg und der Priester
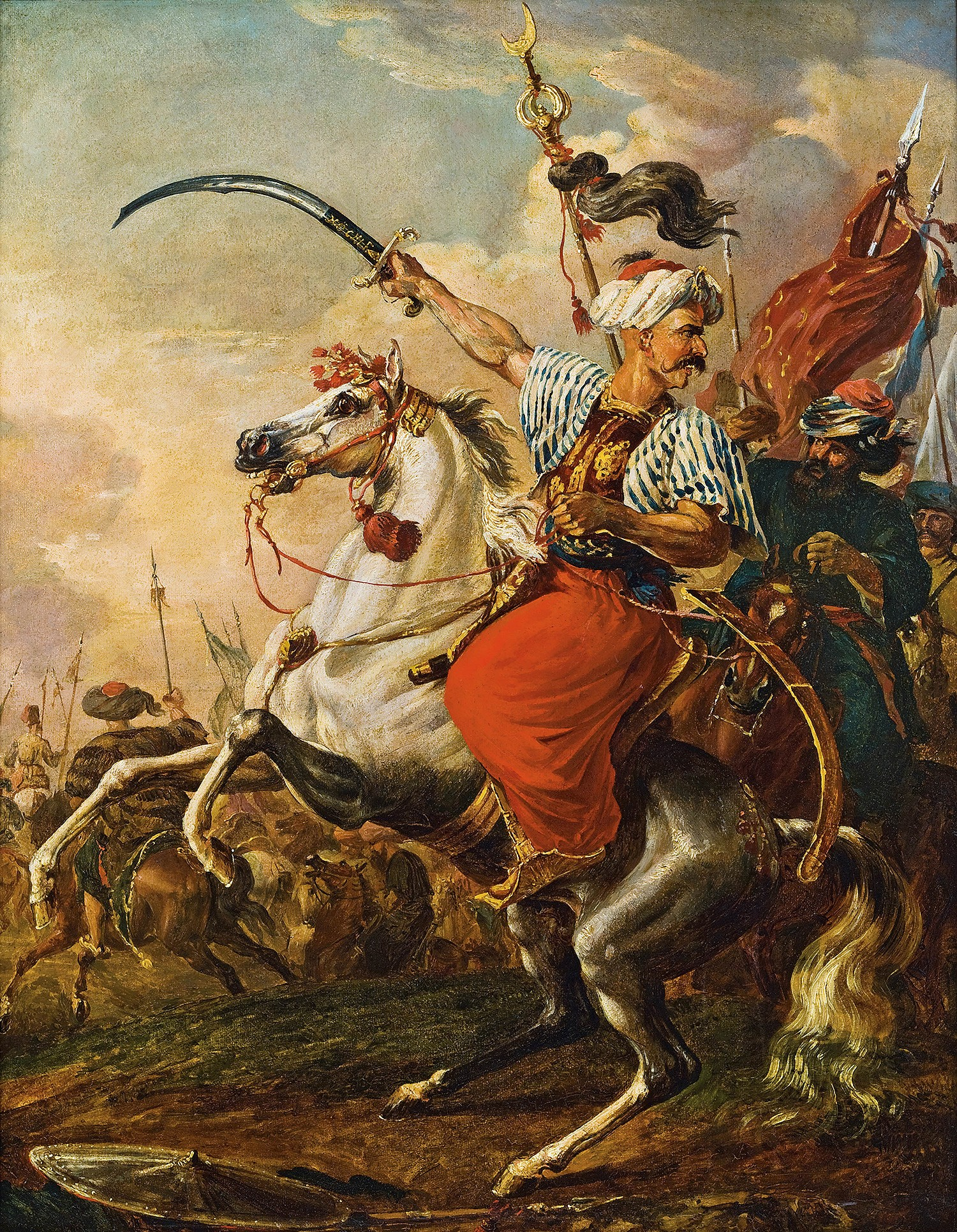
Szene aus einer Tuerkenschlacht
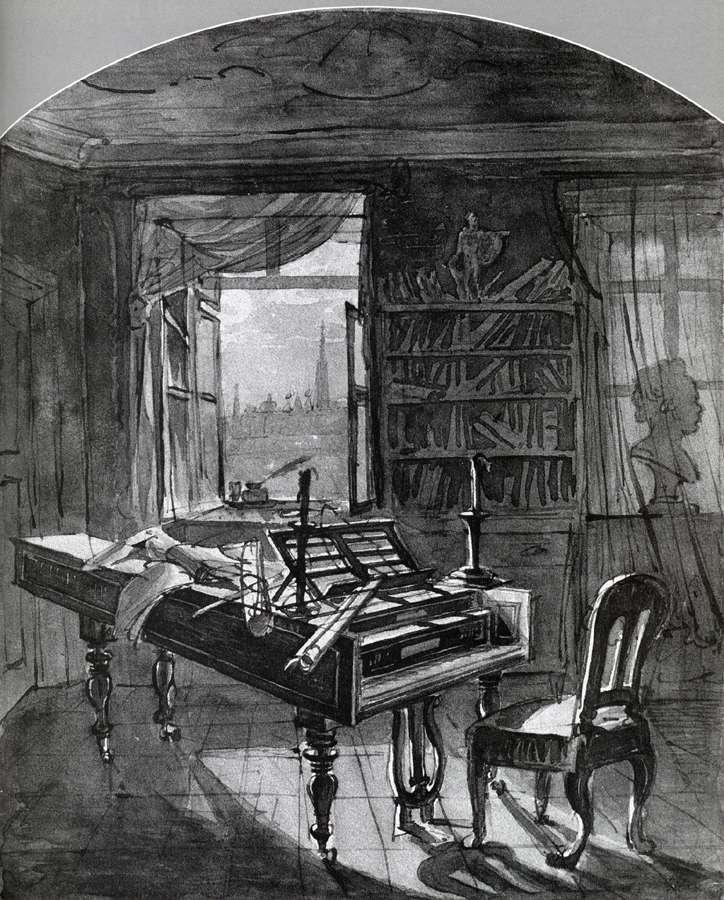
Beethovens Arbeitszimmer, 1827